# Tesoretto (Brunetto Latini)
Il Tesoretto (talvolta Tesoro) è un poemetto didascalico allegorico del XIII secolo scritto in volgare da Brunetto Latini e rimasto incompiuto.
Un'altra importante opera di Brunetto è anch'essa intitolata Tesoro (Livres dou Tresor), per cui quest'ultima è talvolta indicata come gran Tesoro.

## Storia
Il Tesoretto è un poemetto in versi settenari rimati a coppie: lo stesso metro del Favolello che sarà poi ripreso nel Detto d'amore, opera quest'ultima attribuita a Dante Alighieri e dedicata forse a Brunetto Latini. Ne sono rimasti 2944 settenari distribuiti in 22 canti. Secondo Gianfranco Contini Il Tesoretto sarebbe stato composto contemporaneamente ai Livres dou Tresor, la nota opera dottrinale del Latini scritta nella lingua d'oïl durante l'esilio in Francia (1260-1266). Secondo Stefano Carrai, Il Tesoretto avrebbe dovuto avere la forma di un prosimetrum, ossia un'opera mista di rime e di prose, con l'intento di sciogliere negli inserti prosastici i luoghi che sarebbero stati più impervi e meno comprensibili se consegnati ai versi.
Il Tesoretto fu pubblicato, insieme con Il Favolello, in una edizione delle Rime di Francesco Petrarca curata da Federico Ubaldini nel 1642; questa edizione fu utilizzata per la composizione del Vocabolario della Crusca. Le prime edizioni critiche apparvero nel XIX secolo a cura di Giovan Battista Zannoni nel 1824 e di Berthold Wiese nel 1883. Più accurate le edizioni, citate in Bibliografia, approntate nella seconda metà del XX secolo da Giovanni Pozzi, Giuseppe Petronio e Francesco Mazzoni.

## Trama
Il Tesoretto è un poema didascalico scritto da Brunetto Latini con l'intento di costituire una vasta enciclopedia dello scibile, sul modello del Roman de la Rose; il tema è svolto attraverso una trama autobiografica.

### Dedica[7]
L'opera è dedicata a un "valente segnore" di "alto legnaggio" identificato di volta in volta con Alfonso X di Castiglia, a cui tuttavia si rende omaggio nel canto successivo, a Luigi IX di Francia e a Carlo d'Angiò.

### Antefatto
Nell'antefatto l'io narrante ricorda di aver appreso della cacciata dei guelfi da Firenze, in seguito alla sconfitta ad opera dei ghibellini nella battaglia di Montaperti (1260), mentre stava ritornando in patria dalla Spagna. Essendo fiorentino di parte guelfa, il poeta resta talmente sgomento da smarrirsi in una "selva diversa"; la "selva diversa" è un vistoso antecedente della "selva oscura" dantesca. 
Rimessosi dallo smarrimento, gli appare la Natura, sotto l'aspetto di una bella signora, la quale gli spiega il significato dell'universo. La personificazione della Natura è un'allegoria tratta dal De planctu Naturae di Alano di Lilla.

### Svolgimento
Nei canti III-XII si riportano gli ammaestramenti della Natura su Dio («Lo sovran Fattore»), sulla creazione e il peccato originale, sulla natura degli angeli, le prime sostanze create da Dio, su Lucifero, sugli animali e le piante, sull'anima umana, sui quattro umori, sui quattro elementi, sui sette pianeti e i dodici segni. Nel canto XI Brunetto Latini riferisce quindi di una visione, dapprima dell'orbe terracqueo («e cielo e terra e mare»), successivamente del regno animale. Infine il poeta promette di descrivere in prosa e in lingua volgare, per maggiore chiarezza, questi argomenti. Nel canto XII si ha l'ultimo intervento della Natura la quale, nei versi 1125-1182, indica al poeta l'itinerario per proseguire il viaggio.
Col canto XIII inizia il viaggio del poeta il quale, attraverso un «sentiero stretto» per una landa deserta e selvaggia giunge infine nella pianura della Virtù («Un grande pian giocondo, / Lo più gaio del mondo / E lo più dilettoso»). Il poeta visita i palazzi dove risiedono le quattro virtù cardinali (Prudenza, Giustizia, Fortezza e Temperanza) e, in casa della Giustizia, assiste all'addestramento di un cavaliere ad opera delle discendenti della Giustizia: Larghezza, Cortesia, Lealtà e Prodezza. Infine il poeta si separa dal cavaliere e giunge in un "bel prato" dove ha sede il "Dio d'Amore", di cui resta schiavo. Giunge in suo soccorso Ovidio maggiore il quale gli insegna l'arte di sfuggire all'Amore.
Il viaggio prosegue con l'arrivo del poeta a Montpellier dove confessa i propri peccati. I canti XX e XXI (versi 2427-2892), nei quali viene trattata la Penetenza, possono essere considerati un testo a sé stante, un poemetto epistolare, simile al Favolello, dedicato a un "caro amico" che D'Arco Silvio Avalle ha identificato col poeta fiorentino Bondie Dietaiuti. Alla luce delle tendenze sessuali di Brunetto Latini riferite nella Commedia dantesca si deve osservare come l'elenco dei peccati capitali, nella digressione sulla Penitenza, termini con il peccato della sodomia.
Col canto XXII si torna alla narrazione del poema enciclopedico. L'io narrante continua il proprio viaggio a cavallo e finalmente raggiunge la vetta del monte Olimpo, dove incontra Claudio Tolomeo il quale si accinge a impartirgli lezioni di scienze fisiche («Di que' quattro aulimenti / E di lor fondamenti, / E come son formati / E insieme legati»). Ma il poemetto si interrompe bruscamente prima che Tolomeo cominci a parlare.

## Edizioni moderne
- Poemetti del Duecento. Il Tesoretto · Il Fiore · L'Intelligenza, a cura di Giuseppe Petronio, Torino, UTET, 1951.
- in  Poeti del Duecento. Volume II, a cura di Gianfranco Contini, Milano-Napoli, Ricciardi, 1960.
- Il Tesoretto. Il Favolello, a cura di Giovanni Pozzi, Introduzione di Francesco Mazzoni, Alpignano, Tallone, 1967. [testo riprodotto da Poeti del Duecento, Ricciardi, 1960]
- Il Tesoretto, Introduzione e note di Marcello Ciccuto, Collana I Classici, Milano, BUR, 1985, ISBN 978-88-171-6517-4. - Fabbri, Milano, 2001.
- Tesoretto, Presentazione di Giuseppe Fini, nota critica di Franca Arduini, Prefazione di Francesco Mazzoni, Firenze, Le Lettere, 2000.